# 日英円滑化協定
日英部隊間協力円滑化協定（にちえいぶたいかんきょうりょくえんかつかきょうてい、英: Japan-UK Reciprocal Access Agreement、RAA）とは、2023年1月12日に日本とイギリスの間で締結された両国の一方の国の部隊が他方の国を訪問して協力活動を行う際の手続及び同部隊の地位等を定める軍事協定。
日本が他国と円滑化協定を締結するのは、オーストラリアとの日豪円滑化協定に続き2例目。
正式名称は、日本国の自衛隊とグレートブリテン及び北アイルランド連合王国の軍隊との間における相互のアクセス及び協力の円滑化に関する日本国とグレートブリテン及び北アイルランド連合王国との間の協定（にほんこくのじえいたいとグレートブリテンおよびきたアイルランドれんごうおうこくのぐんたいとのあいだにおけるそうごのアクセスおよびきょうりょくのえんかつかにかんするにほんこくとグレートブリテンおよびきたアイルランドれんごうおうこくとのあいだのきょうてい、英: Agreement between Japan and the United Kingdom of Great Britain and Northern Ireland Concerning the Facilitation of Reciprocal Access and Cooperation between the Self-Defense Forces of Japan and the Armed Forces of the United Kingdom of Great Britain and Northern Ireland）。

## 概要
この協定が適用される場面は、日英両国が決定した上での部隊間の協力活動が両国間の領土・領海・領空または他国の領土・領海・領空を除いた全ての地域で行われる時。
英首相官邸は「1902年に締結された日英同盟以来、最も重要な日英間の防衛協定」と発表し、事実上の日英同盟復活と言われている。
協定の日本国内実施のための特別法・特例法が制定されている。

## 内容
- 日英両国は、どちらか一方の部隊派遣国からの事前通報があり適当な場合は、外交上の経路を通じて派遣国に対し速やかに船舶、航空機及びそれらの構成員や文民構成員の飛行場や港へのアクセスを許可する[1]。
- 上記の内容に加え、両国は事前に一方の訪問部隊の経路について協議する[1]。
- 訪問部隊及び公用車両は、両国間において別段の決定を行う場合を除きかつ中央政府がこれらの条件を定められる範囲に限り訪問先の国の法令に従い船舶、航空機に適用される条件は租税、入港料、道路使用料、手数料含め同等とする[1]。
- 訪問部隊の船舶は訪問先の国の法令に従い強制水先に服し、水先人を使用する場合は部隊派遣国が相当する比率で水先料を支払う[1]。 等

## 背景
2022年2月24日にロシアがウクライナに侵攻したことにより（2022年ロシアのウクライナ侵攻）、世界的に安全保障について注目されることとなる。例として、フィンランドやスウェーデンの北大西洋条約機構（NATO）加盟申請が挙げられる。
また、日本に比較的に近距離となる朝鮮半島（韓国・北朝鮮）の情勢不安定化や中華人民共和国と台湾（中華民国）間の緊張、中国の南シナ海の進出による周辺諸国との対立は日米同盟（日米安保条約）を外交の基軸とする日本にとって安全保障上の懸念となった。

## 捜査援助義務
協定の第21条は、両締結国の捜査援助義務を定めるが、付属書や「討議の記録」に基づき、日本において死刑が課される可能性のある重大犯罪については、英国当局は身柄引き渡しを含む捜査援助義務を負わないこととされている。

## 合同委員会
第27条は合同委員会の設置を規定するが、2023年に日本政府は、合同委員会議事録について、「合同委員会を通じた協議に際しての議事録の作成については規定していない」が、「両締約国間で個々の事案ごとに検討して、双方の同意があれば公表できることとすることを想定しておるところ」であるとしている。